# كاهوكو (هاواي)
كاهوكو (بالإنجليزية: Kahuku CDP, Hawaii)‏ هي منطقة سكنية تقع بولاية هاواي في الولايات المتحدة. تبلغ مساحتها 5.97 كم2، وترتفع عن سطح البحر 4.572 م، بلغ عدد سكانها 2,614 نسمة في عام 2010 حسب إحصاء مكتب تعداد الولايات المتحدة وتصل الكثافة السكانية فيها 437.9 نسمة لكل كيلومتر مربع (1,134.2/ميل2).

## التركيبة السكانية
حدّد مكتب تعداد الولايات المتحدة بيانات التركيبة السكانية لكاهوكو في تعداد الولايات المتحدة. في ما يلي، التركيبة السكانية حسب تعدادي 2000 و2010.

### تعداد عام 2000
بلغ عدد سكان كاهوكو 2,097 نسمة بحسب تعداد عام 2000، وبلغ عدد الأسر 509 أسرة وعدد العائلات 401 عائلة مقيمة في المنطقة السكنية. في حين سجلت الكثافة السكانية 351.3 نسمة لكل كيلومتر مربع (909.9/ميل2). وبلغ عدد الوحدات السكنية 518 وحدة بمتوسط كثافة قدره 86.8 لكل كيلومتر مربع (224.8/ميل2).
وتوزع التركيب العرقي للمنطقة السكنية بنسبة 11.06% من البيض و0.29% من الأمريكيين الأفارقة و0.14% من الأمريكيين الأصليين و26.85% من الأمريكيين ذوي الأصول الآسيوية و27.28% من سكان جزر المحيط الهادئ و1.05% من الأعراق الأخرى و33.33% من عرقين مختلطين أو أكثر و8.63% من الهسبانيون أو اللاتينيون من أي عرق.
بلغ عدد الأسر 509 أسرة كانت نسبة 54.2% منها لديها أطفال تحت سن الثامنة عشر تعيش معهم، وبلغت نسبة الأزواج القاطنين مع بعضهم البعض 59.3% من أصل المجموع الكلي للأسر، ونسبة 14.3% من الأسر كان لديها معيلات من الإناث دون وجود شريك، بينما كانت نسبة 5.1% من الأسر لديها معيلون من الذكور دون وجود شريكة وكانت نسبة 21.2% من غير العائلات. تألفت نسبة 19.8% من أصل جميع الأسر من عدة أفراد يعيشون في نفس المنزل ونسبة 11% كانت تتألف من شخص يعيش بمفرده يبلغ من العمر 65 عاماً أو أكثر. وبلغ متوسط حجم الأسرة المعيشية 3.96، أما متوسط حجم العائلات فبلغ 4.63.
بلغ العمر الوسطي للسكان 28.2 عاماً. وكانت نسبة 34.2% من القاطنين تحت سن الثامنة عشر، وكانت نسبة 10.7% بين الثامنة عشر والرابعة والعشرين عاماً، ونسبة 23.3% كانت واقعةً في الفئة العمرية ما بين الخامسة والعشرين والرابعة والأربعين عاماً، ونسبة 17.3% كانت ما بين الخامسة والأربعين والرابعة والستين، ونسبة 10.5% كانت ضمن فئة الخامسة والستين عاماً فما فوق. يوجد لكل 100 أنثى 100.6 ذكر، ويوجد لكل 100 أنثى في الثامنة عشر من عمرها فما فوق 97.0 ذكر.
بلغ متوسط دخل الأسرة في المنطقة السكنية 39,135 دولارًا، أما متوسط دخل العائلة فبلغ 47,045 دولارًا. وكان متوسط دخل الذكور 29,934 دولارًا مقابل 22,366 دولارًا للإناث. وسجل دخل الفرد الخاص بالمنطقة السكنية 12,340 دولارًا. وكانت نسبة 11.8% من العائلات ونسبة 14.6% من السكان تحت خط الفقر، وكان من هؤلاء نسبة 18.3% تحت سن الثامنة عشر ونسبة 17.7% في الخامسة والستين من العمر وما فوق.

### تعداد عام 2010
بلغ عدد سكان كاهوكو 2,614 نسمة بحسب تعداد عام 2010، وبلغ عدد الأسر 622 أسرة وعدد العائلات 495 عائلة مقيمة في المنطقة السكنية. في حين سجلت الكثافة السكانية 437.9 نسمة لكل كيلومتر مربع (1,134.2/ميل2). وبلغ عدد الوحدات السكنية 637 وحدة بمتوسط كثافة قدره 106.7 لكل كيلومتر مربع (276.4/ميل2).
وتوزع التركيب العرقي للمنطقة السكنية بنسبة 8.57% من البيض و0.38% من الأمريكيين الأفارقة و0.08% من الأمريكيين الأصليين و25.33% من الأمريكيين ذوي الأصول الآسيوية و33.97% من سكان جزر المحيط الهادئ و0.19% من الأعراق الأخرى و31.48% من عرقين مختلطين أو أكثر و6.73% من الهسبانيون أو اللاتينيون من أي عرق.
بلغ عدد الأسر 622 أسرة كانت نسبة 52.6% منها لديها أطفال تحت سن الثامنة عشر تعيش معهم، وبلغت نسبة الأزواج القاطنين مع بعضهم البعض 57.9% من أصل المجموع الكلي للأسر، ونسبة 15.4% من الأسر كان لديها معيلات من الإناث دون وجود شريك، بينما كانت نسبة 6.3% من الأسر لديها معيلون من الذكور دون وجود شريكة وكانت نسبة 20.4% من غير العائلات. تألفت نسبة 17.5% من أصل جميع الأسر من عدة أفراد يعيشون في نفس المنزل ونسبة 13.2% كانت تتألف من شخص يعيش بمفرده يبلغ من العمر 65 عاماً أو أكثر. وبلغ متوسط حجم الأسرة المعيشية 4.20، أما متوسط حجم العائلات فبلغ 4.74.
بلغ العمر الوسطي للسكان 30.1 عاماً. وكانت نسبة 32.2% من القاطنين تحت سن الثامنة عشر، وكانت نسبة 10.4% بين الثامنة عشر والرابعة والعشرين عاماً، ونسبة 24.3% كانت واقعةً في الفئة العمرية ما بين الخامسة والعشرين والرابعة والأربعين عاماً، ونسبة 22% كانت ما بين الخامسة والأربعين والرابعة والستين، ونسبة 11.1% كانت ضمن فئة الخامسة والستين عاماً فما فوق. وتوزع التركيب الجنسي للسكان بنسبة 49.8% ذكور و50.2% إناث.